# Naemyeongbu
Naemyeongbu (en hangul, 내명부; en hanja, 內命婦; literalmente, «Mujeres de la Corte Interna») era una categoría de rango en la corte real de la dinastía Joseon que se refería a las concubinas y las funcionarias que vivían dentro de los palacios. Se separa del oemyeongbu (en hangul, 외명부; en hanja, 外命婦), categoría que consistía en las mujeres reales que vivían fuera del palacio.

## Definición
Aunque las regulaciones relativas a las damas de la corte se introdujeron bajo el rey Taejo, las definiciones detalladas de rangos, títulos y deberes se delinearon en el Código Estatal de Joseon, promulgado bajo el rey Seongjong, donde aparece el término naemyeongbu. Naemyeongbu estaba compuesto por mujeres que servían en la corte y vivían en los palacios, pero excluyendo a la reina, que estaba más alto en el rango y supervisaba a las damas de la corte. Por el contrario, gungnyeo se refiere a todas las mujeres en la corte por debajo del primer rango principal (1A).
Dentro del naemyeongbu, el naegwan (en hangul, 내관; en hanja, 內官) eran las concubinas del primer rango mayor (1A) al cuarto rango menor (4B), y no desempeñaban ningún papel en las tareas domésticas del palacio. Las damas desde el quinto rango mayor (5A) hasta el noveno rango menor (9B) fueron llamadas gunggwan (en hangul, 궁관; en hanja, 宮官), o alternativamente yeogwan y na-in. Eran responsables de varias tareas del palacio según su posición y podían trabajar en las cámaras reales, la cocina o la lavandería.

## Reclutamiento

### Naegwan

#### Reinas y princesas herederas

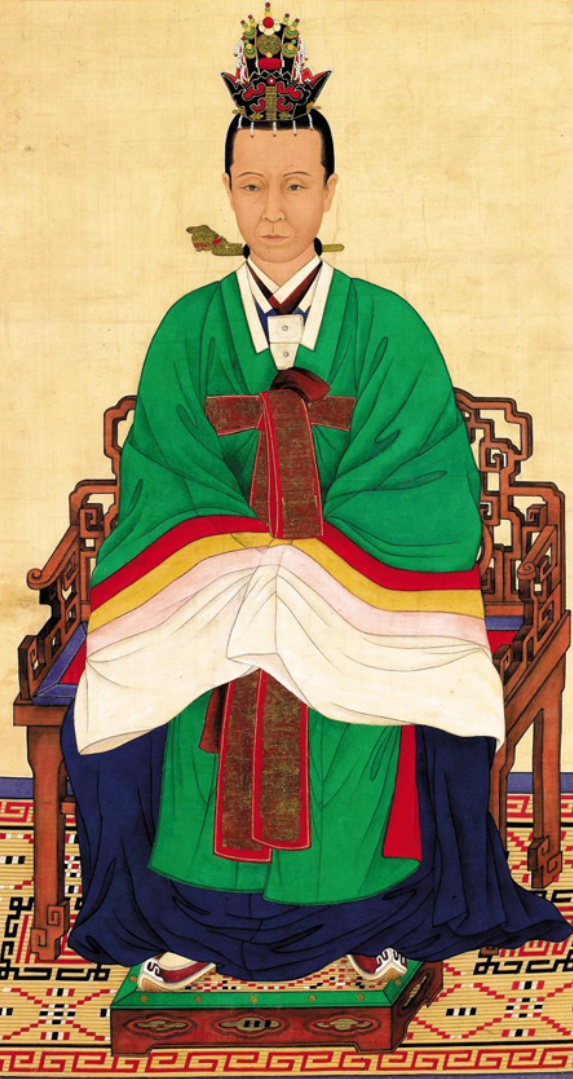
La reina Shinjeong fue seleccionada como esposa del príncipe heredero Hyomyeong en 1819 y entró en el palacio a los 10 años.

La esposa legal de un rey o príncipe heredero durante la dinastía Joseon fue seleccionada a través de un procedimiento específico que difería de las prácticas de emparejamiento comunes fuera de la familia real. El gobierno prohibió los matrimonios en hogares nobles en todo el país, lo que indica que las hijas solteras de la aristocracia de entre 13 y 17 años eran candidatas potenciales. Dependiendo de la edad del príncipe heredero, a veces se consideraba a niñas de tan solo 9 años, lo que ocurrió en las selecciones de Lady Hyegyeong y Queen Shinjeong. Un departamento temporal llamado Oficina de la Boda Real (en hangul, 가례도감; en hanja, 嘉禮都監) se instaló para gestionar todas las tareas relevantes.
Tras el anuncio de la prohibición del matrimonio, las familias aristocráticas debían presentar detalles de las fechas y horas de nacimiento de sus hijas solteras, así como los registros genealógicos de la familia hasta tres generaciones. Se requería que los candidatos fueran hermosos en apariencia y virtuosos en carácter. Aquellos que no eran considerados físicamente atractivos fueron descalificados, independientemente de su linaje o virtud familiar. Se seleccionaron de cinco a seis candidatos en base a esto, que se redujo a dos o tres candidatos en la segunda etapa, con la novia a ser seleccionada en la tercera ronda. Esta tercera presentación se llevaba a cabo en presencia del rey y la reina viuda, quienes consultaban a tres consejeros de estado antes de tomar la decisión final.
Después de la selección, se enviaban obsequios de seda y joyas a la familia de la novia, y la novia se mudaba a un palacio separado donde era instruida en la etiqueta del palacio. La esposa de un rey era investida formalmente como reina, después de lo cual se mudaba al palacio para someterse a una ceremonia de consumación. Al día siguiente, es recibida por todo el personal del palacio y ella misma fue a saludar a la reina viuda y a la reina madre. Una reina investida de Joseon recibiría un reconocimiento formal del Emperador de China reconociendo su legitimidad.

#### Concubinas reales
Si la reina consorte no producía un heredero varón, se seguían procedimientos formales similares a los utilizados para seleccionar a la reina para reclutar concubinas reales. Las mujeres así seleccionadas ingresaban al palacio en el segundo rango menor (2B) o superior, y se les otorgaría un título especial si tuvieran un hijo que se convirtiera en príncipe heredero. Las concubinas reales a veces se seleccionaban entre mujeres de hasta 20 años.

### Gunggwan

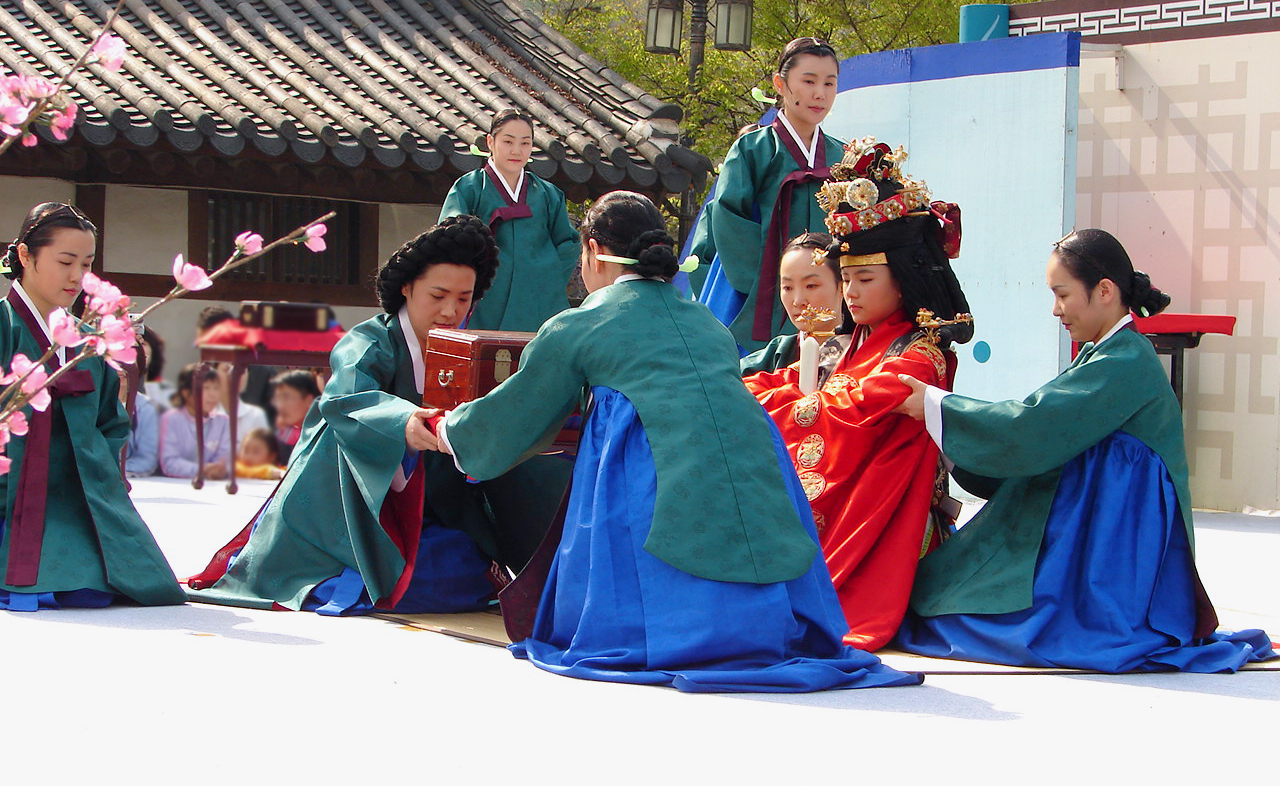
Las damas de la corte participando en la boda de la reina Min y ayudando a la nueva reina (recreación de 2006)

Las damas de la corte de los rangos mayor quinto (5A) a menor noveno (9B) fueron reclutadas a través de varios procesos dependiendo del rol. Originalmente fueron seleccionadas entre sirvientas que trabajaban para cargos públicos o las hijas de kisaeng, pero gradualmente fueron reclutadas hijas de familias respetables. Para evitar que sus hijas fueran llevadas al palacio, muchas de esas familias casaron a sus hijas muy jóvenes, lo que llevó a una revisión del Código del Estado para que no se reclutaran niñas nacidas de buenas familias. Sin embargo, Lee Bae-yong sugiere que esta regla probablemente solo se aplicaba a las damas de la corte de los rangos inferiores, mientras que las que trabajaban estrechamente con el rey o la reina posiblemente continuaban siendo reclutadas de buenas familias.
Se reclutó a niñas de entre cuatro y diez años, y las candidatas elegidas estaban destinadas a vivir toda su vida en el palacio. Las jóvenes fueron capacitadas en sus deberes y se les enseñó a escribir en Hangul, así como en algunos caracteres chinos. Comenzaron a trabajar formalmente entre los 11 y los 12 años, con una ceremonia de mayoría de edad que se llevó a cabo cuando cumplieron los 18 años. Una mujer solo se volvía elegible para tener el rango de sanggung (5A) después de 35 años de servicio. Tanto el sanggung principal como el sanggung que asistía personalmente al rey o la reina podían tener una enorme influencia y poder, pero normalmente lo perdían si se instalaba un nuevo monarca o consorte.

## Rangos
A la reina consorte (jungjeon; 중전) le siguen 4 categorías de consortes reales de alto rango, con 2 niveles cada una. Nivel A (jeong, 정) clasificado por encima del nivel B (jong, 종).
Para el rango de Bin, el Rey o la Reina consorte agregaría un prefijo en asociación con el carácter/personalidad de la Consorte Real, como Huibin (Hui = Radiante), Sukbin (Suk = Claridad/Pureza), Uibin (Ui = Apropiado), etc. Sin embargo, todos son del mismo rango "Bin", por lo que todos tienen el mismo rango.
5a sanggung (상궁; 尙宮) y sangui (상의; 尙儀) eran las damas de la corte quienes servían directamente bajo las órdenes de los miembros de la familia real y el gerente principal de su departamento asignado. Dependiendo de su rol y departamento, habría una clasificación interna dentro del sanggung. Por ejemplo, una sanggung que sirvió a la Reina tiene mayor autoridad y rango que un sanggung que sirve a un príncipe, princesa y/o concubina. Una sanggung también podría convertirse en una "concubina real" si el rey le daba su favor. Serían llamadas "sanggung favorecidas" y serían considerados el rango más alto de los 5a. Sin embargo, dado que todavía están en el rango de 5, la " sanggung favorecida" no sería considerada un miembro de la familia real, parte del naegung, ni considerado un Noble Consorte Real. En vez, solo serían conocidas como una concubina del rango de sanggung. Sin embargo, la sanggung favorecida tendría una sanggung propia para servirla. En algunas ocasiones, la sanggung favorecida ascendía al rango de Sugwon.
Las Consortes Nobles Reales admitidas oficialmente comenzarían desde el rango de Sugui. Las Consortes Nobles Reales no oficialmente admitidas comenzarían desde el rango de Sugwon. El caso más notable es la Consorte Noble Real Hui del clan Indong Jang.

## Naemyeongbunotables

### Reinas
En la historia de Corea, el clan Han de Cheongju tuvo 16 reinas, la mayor cantidad de reinas en la dinastía Joseon. La reina Sohye escribió el libro de guía de introducción 'Naehun' para mujeres reales.
- Reina Wongyeong del clan Yeoheung Min (1365-1420)
- Reina Jeheon del clan Haman Yun (1445-1482)
- Reina Sohye del clan Cheongju Han[7]
- Reina Jeonghui del clan Papyeong Yun (1418-1483)
- Reina Munjeong del clan Papyeong Yun (1501-1565)
- Reina Inhyeon del clan Yeoheung Min (1667-1701)
- Reina Inwon del clan Gyeongju Kim (1687-1757)
- Reina Jeongseong del clan Dalsung Seo (1692-1757)
- Reina Jeongsun del clan Gyeongju Kim (1745-1805)
- Reina Sunwon del clan Andong Kim (1789–1857)
- Reina Cheonin del clan Andong Kim (1837–1878)
- Emperatriz Myeongseong del clan Yeoheung Min (1851-1895, como reina consorte)
- Emperatriz Sunjeong del clan Haepyeong Yun (1894-1966)

### Princesas herederas
- Princesa heredera Hwi del antiguo clan Andong Kim (1410-1429): princesa heredera depuesta por brujería
- Princesa heredera Sun del clan Haeum Bong (1414–?) - Princesa heredera depuesta por relaciones con su doncella
- Lady Hyegyeong (6 de agosto de 1735 - 13 de enero de 1816) - autora de las Memorias de Lady Hyegyeong y esposa del príncipe heredero ejecutado Sado

### Consortes notables
- Noble consorte Hui del clan Indong Jang (1659-1701), una figura clave en las luchas entre facciones durante el reinado del rey Sukjong, ejecutado con veneno por planear un asesinato.
- Noble consorte Suk del clan Haeju Choi (1670-1718), partidaria de la reina Inhyeon durante su deposición, madre del rey Yeongjo
- Noble consorte Yeong del clan Jeonui Lee (1696-1764), madre del príncipe heredero ejecutado, Sado
- Noble consorte Ui del clan Seong (1753-1786)
- Noble consorte Su del clan Park (1770-1822)